# ウィピル

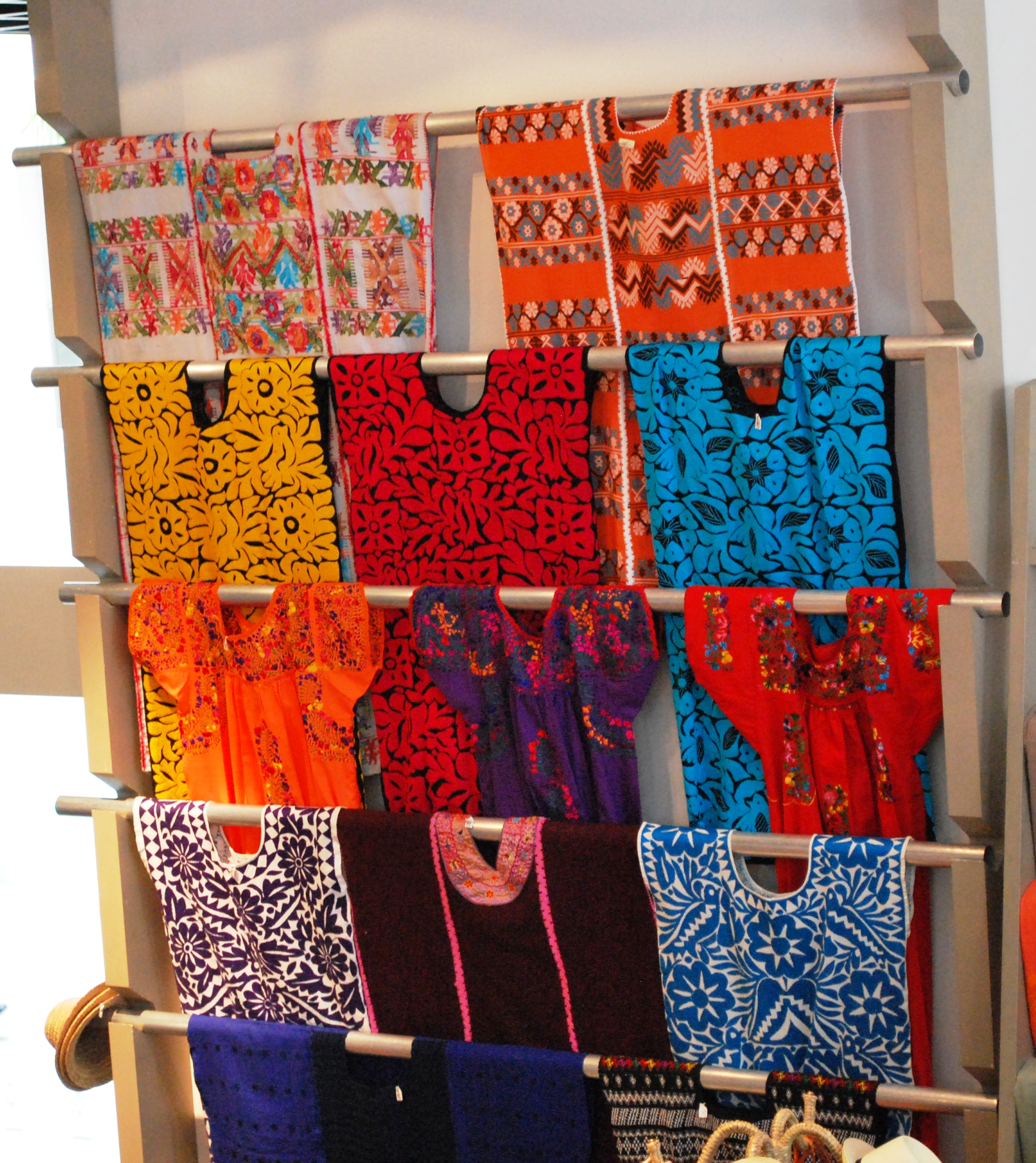
メキシコシティの民芸博物館で展示販売されるウィピル

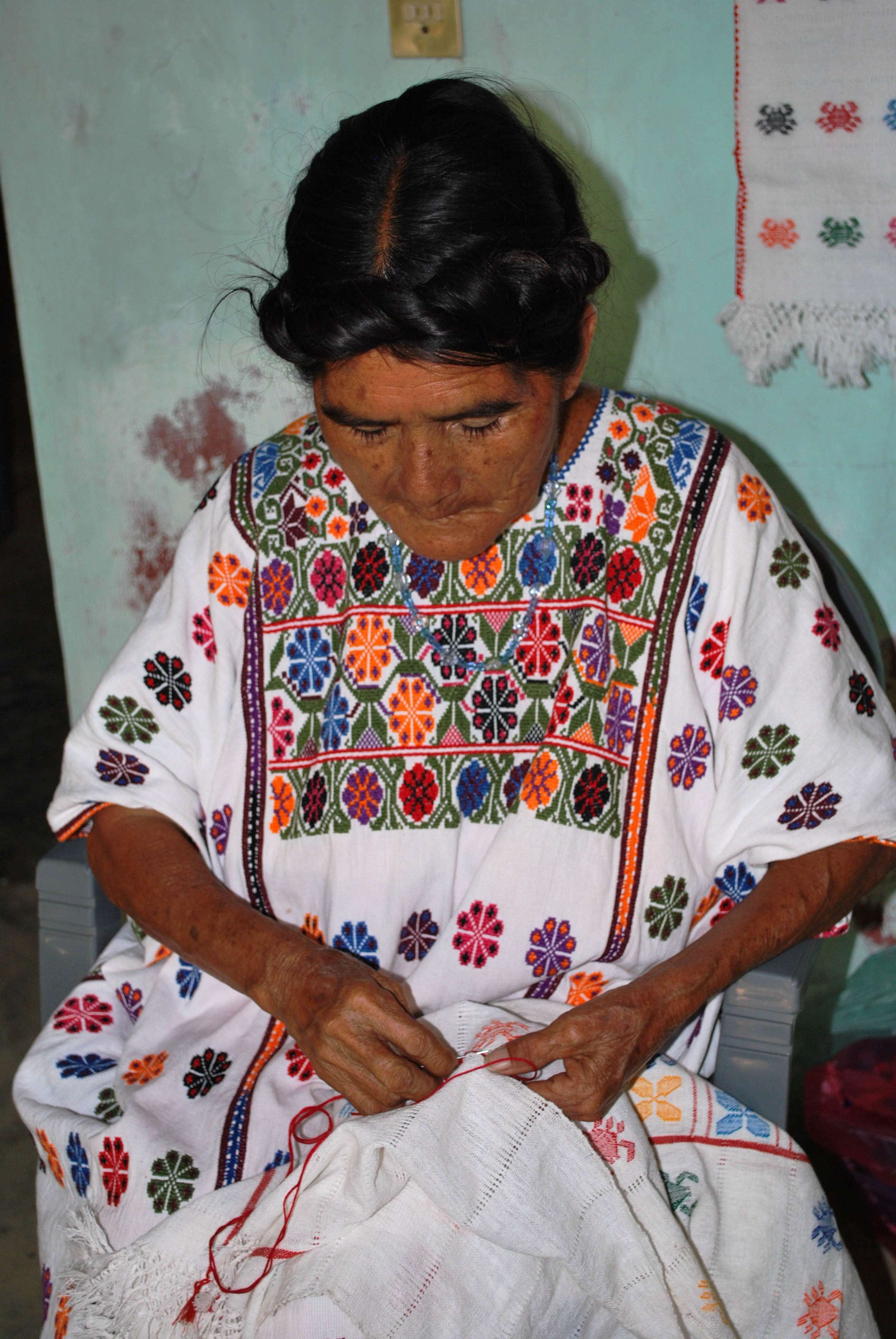
ウィピルを縫うアムスゴ族の婦人

ウィピル（西: huipil）とは

メソアメリカの先住民族の民族衣装の1種で、基本的には長方形の織物を2~3枚縫い合わせて作られた貫頭衣である。「ウィーピル」とも表記される。ユカタン半島では「イピル」（hipil）と呼ばれる。主に女性用であり、子供から大人まで、年齢に関係無く身に着けられる。

## 概要
語源はナワトル語のウィーピーリ（huīpīlli）である。アステカ人の女性は上半身にウィーピーリ、下半身にクウェーイトル（cuēitl、巻きスカート）を身につけた。
丈は上半身のみを覆うブラウス状の短いものから踝丈のワンピース状の長いものまで様々である。ウィピルの丈が長い場合でも、その下にスカートを着用することが多い。丈の短いウィピルの裾はグアテマラのマヤ人のように巻きスカートの中にたくし入れて上から帯で締める場合とオアハカ州テワンテペク地方のサポテコ族のように裾を出す場合がある。ウィピルの横幅によっては、半袖のように上腕を部分的に覆うものから、肘から下まで覆うものもある。脇は腕を通す穴を残して縫い閉じるものが多いが、トリケ族のウィピルのように脇を縫わずに開けたままにしたものもある。
古来のように腰機で織った布を2~３枚縫い合わせてウィピルを作る地域と、高機で織った幅の広い布を使用する地域がある。多くの地方ではマンタ（manta）という平織りの白木綿を用いるが、茶木綿や黒ベルベット、レーヨン、絹、レース生地などが用いられることもある。もちろん商品として生産され、自治体の外部に流通するウィピルはこの限りではなく、様々な色彩の布を用いたウィピルが作られている。気候の冷涼な高地では毛糸を織り込んで保温性を高めたものもある。羽毛を織り込んだり、レース、フリル、リボンなどで装飾を施す場合もある。

## 紋様

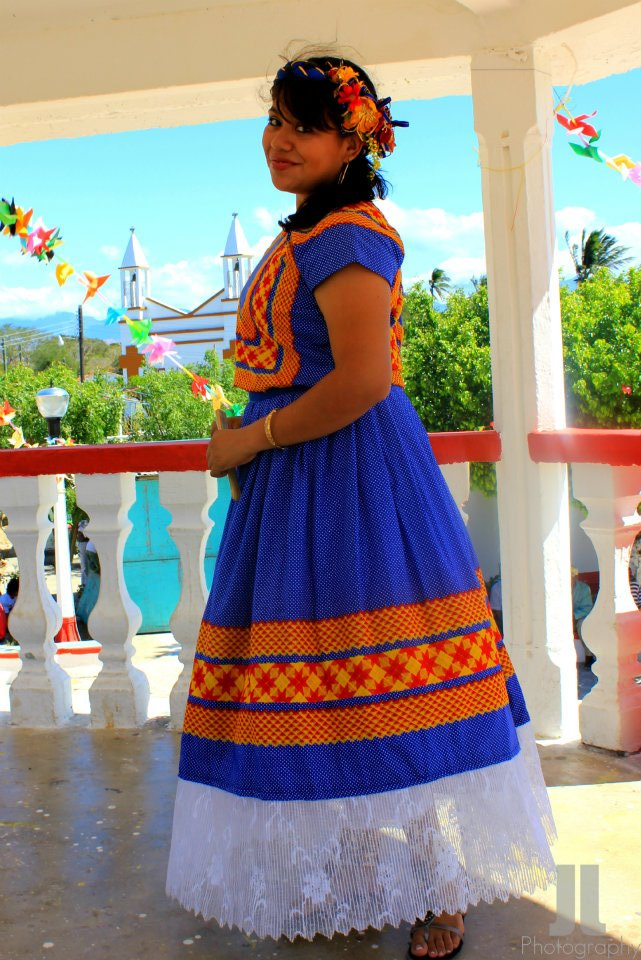
オアハカ州テワンテペクのウィピル

ウィピルの紋様や形状は自治体によって異なり、同じ民族であってもしばしば村ごとに異なる。メキシコのオアハカ州のテワンテペク地峡（イスモ・デ・テワンテペク地方）に住む海岸部サポテコ族のウィピルは、黒いベルベットなどにチェーンステッチや大きな花模様を原色で刺繍してレースなどで装飾したもので、マニラ・ガレオン貿易でもたらされた中国やフィリピンの花模様の刺繍に影響を受けて発達した。一方で、同じオアハカのサポテコ族でも、イダルゴ・ヤララッグなどに住む山地サポテコ族の既婚女性は白木綿をはぎ合わせた継目と裾の縁にのみ刺繍し、胸と背に色糸の房を飾ったシンプルなものを、未婚女性はそれに縦の花模様の刺繍を正面中央・両脇・背面中央に加えたものを用いる。また、オアハカ周辺のバジェス・セントラレス地方のサポテコ族女性はウィピルではなく、胸元に細かな花模様を刺繍したブラウスを着用する。チナンテコ族やクイカテコ族の縫取織のウィピルは平織と絡み織を併用した白木綿に、赤を基調にした菱形などの幾何学模様と鳥などを密に織り出している。呪術の習慣で知られるミシュテカ族の太陽・花・サソリ・クモなどの刺繍も有名である。グアテマラのマヤ人のウィピルは肩から胸・背にかけて密に刺繍を施したものが多い。

## 色
マヤ文明では、それぞれの色に意味があり、赤や緑などは特に重視される色である。伝統的には、赤はコチニールによって染色していた。ちなみに、織り上げた布を染色するのではなく、染色した糸を織り込んだり刺繍を施すことによって 配色を行っている。
オアハカ州海岸地方のミシュテカ族や漁業民のワベ族などの間では、白木綿にヒメサラレイシガイの貝紫で染めた紫の糸で刺繍を施したウィピルが着用されてきた。

## 服飾文化
現代のウィピルは先住民の民族衣装であり、普段着およびハレの衣服として着用されるが、先住民の女性の収入源として都市部の住民や観光客向けにも生産されている。20世紀前半のメキシコの画家フリーダ・カーロが好んで着たことでも有名で、カーロはイスモ・デ・テワンテペク地方のウィピルとスカートを特に愛し、ウィピルを身につけた自画像や肖像写真を多く残している。制度的革命党の政治家ベアトリス・パレデス・ランヘルは、公務の際にメキシコの様々な地方のウィピルを着用している。

アステカ女性の装束。左からクウェーイトルのみ、ウィーピーリのみ、両方を身につけたところ。
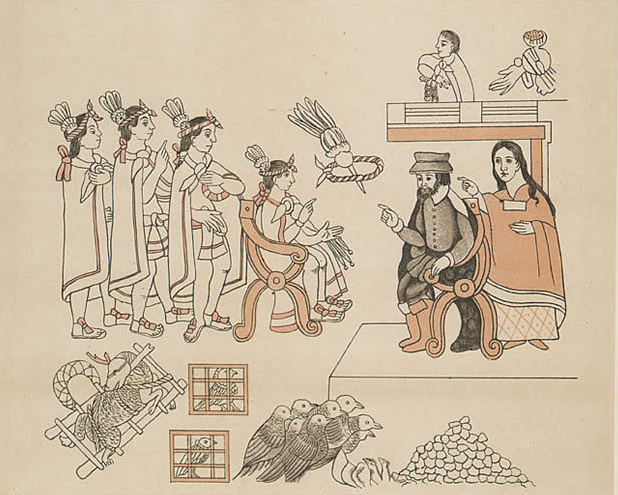
「トラスカラの布（英語版）」に描かれた、ウィピルをまとうマリンチェ（右端の人物）
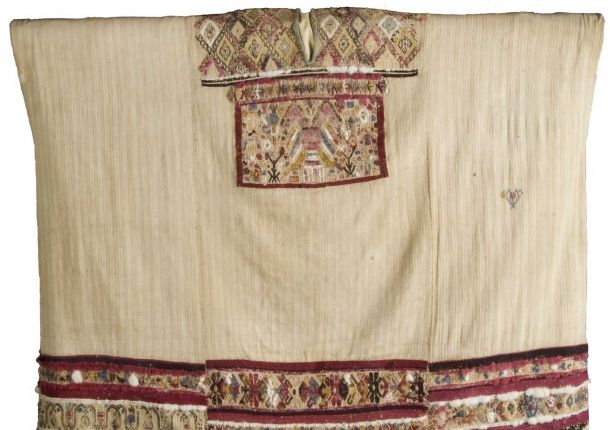
伝マリンチェのウィピル
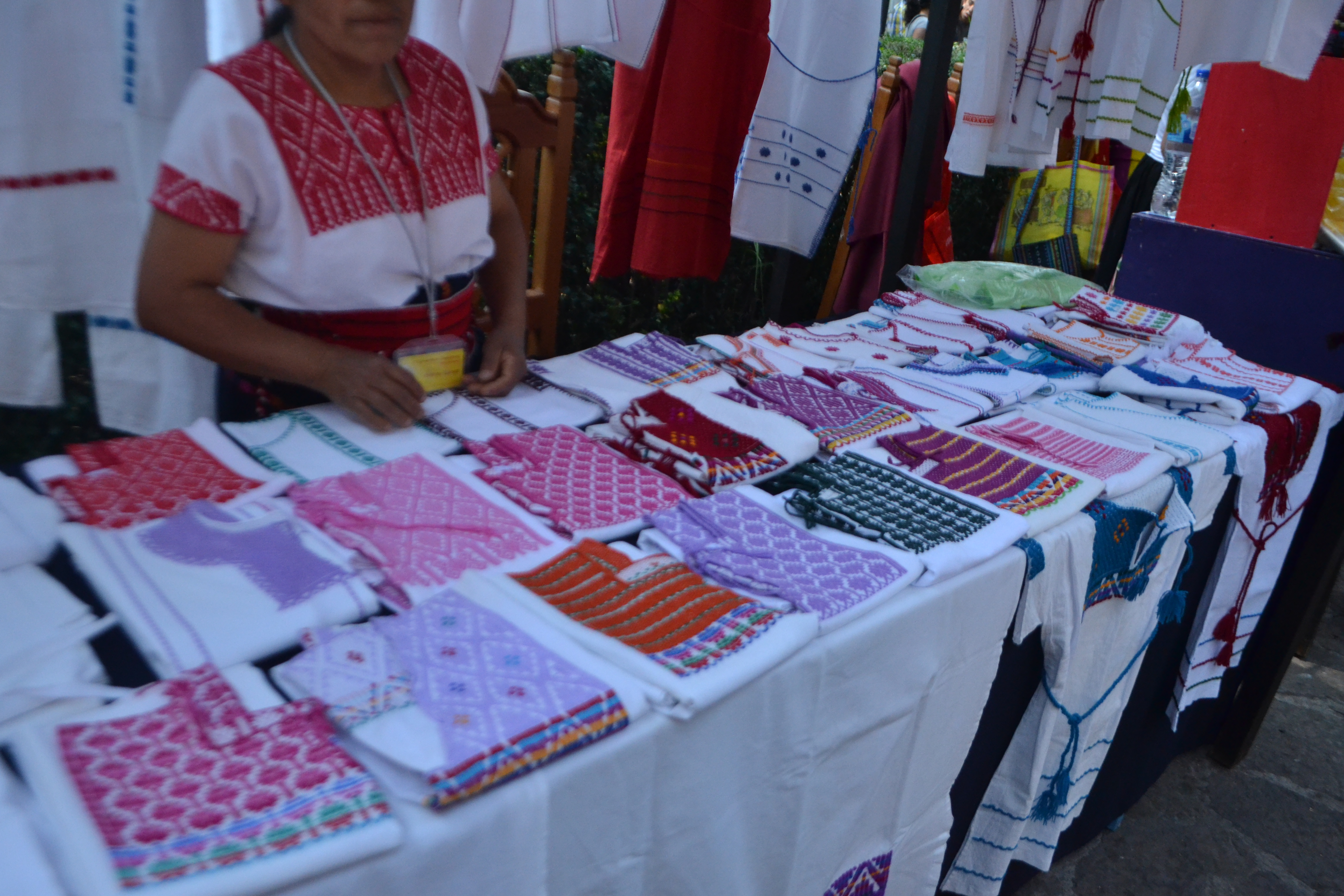
ドロレス・オルメド美術館（英語版）で展示販売されるウィピル
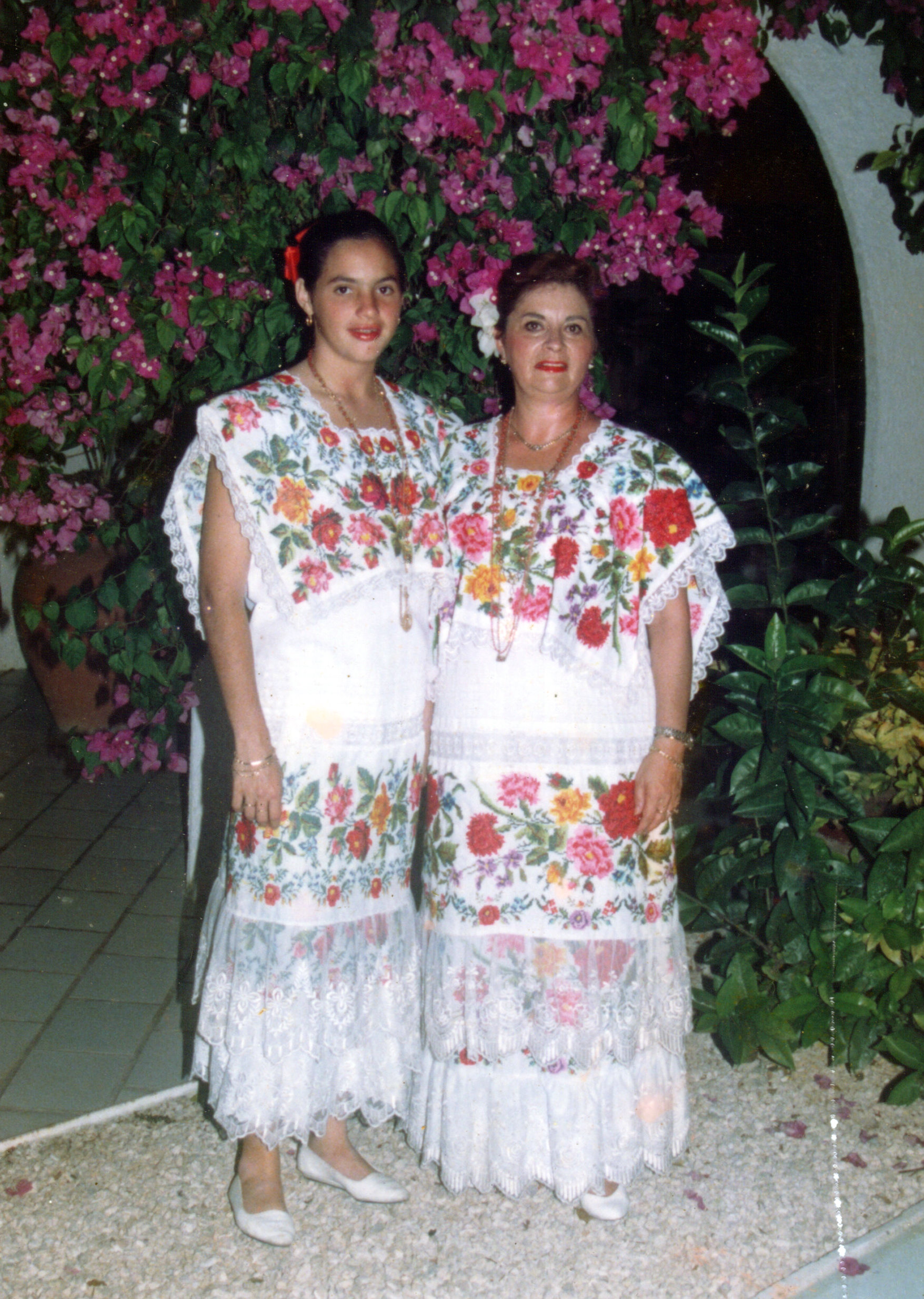
フスタン（スカート）、イピル、フボン（丈の短い上衣）から成るユカタン半島のマヤ人の伝統衣装
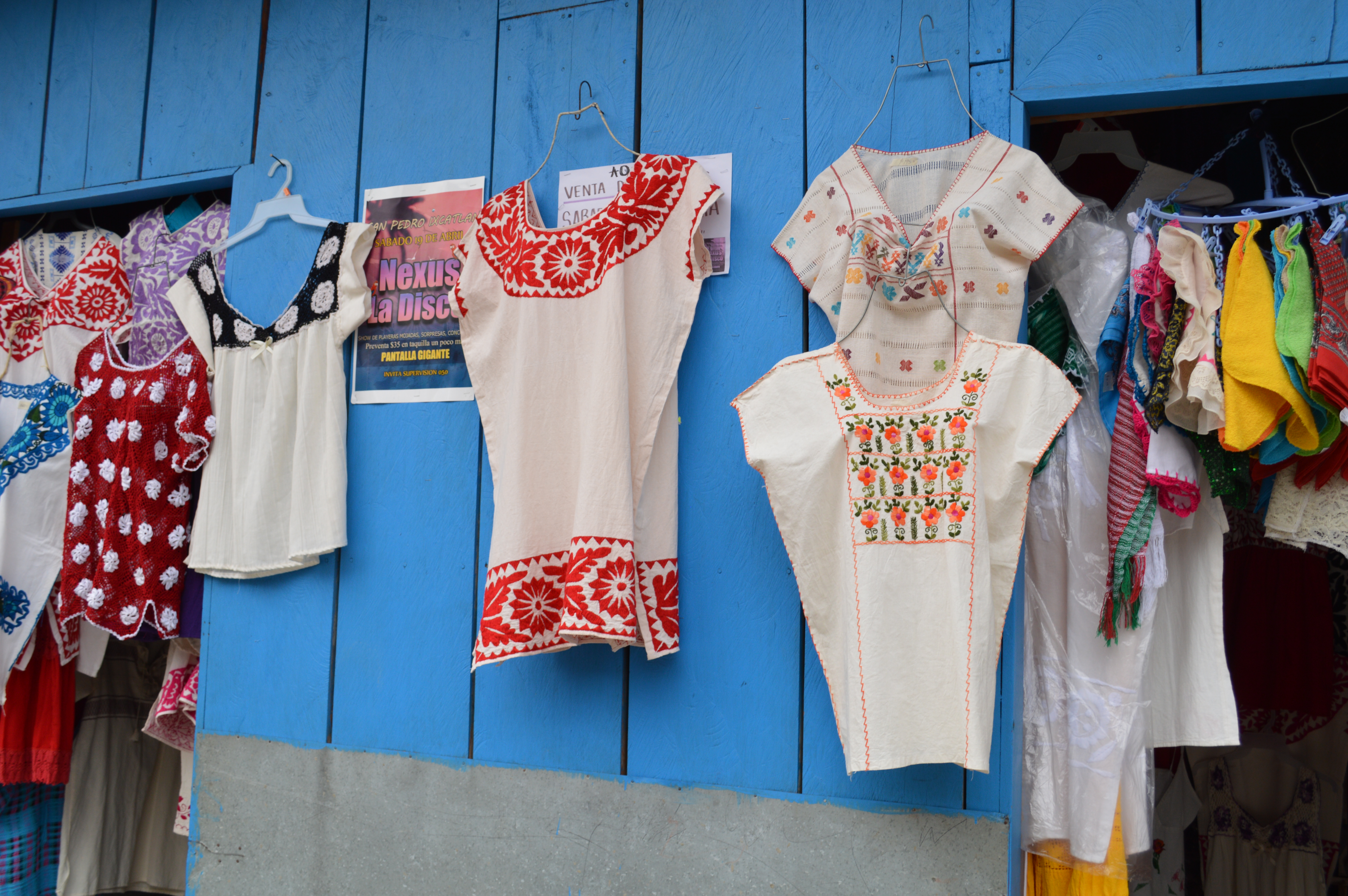
オアハカ州サンペドロ・イクスカトランで販売されているウィピル
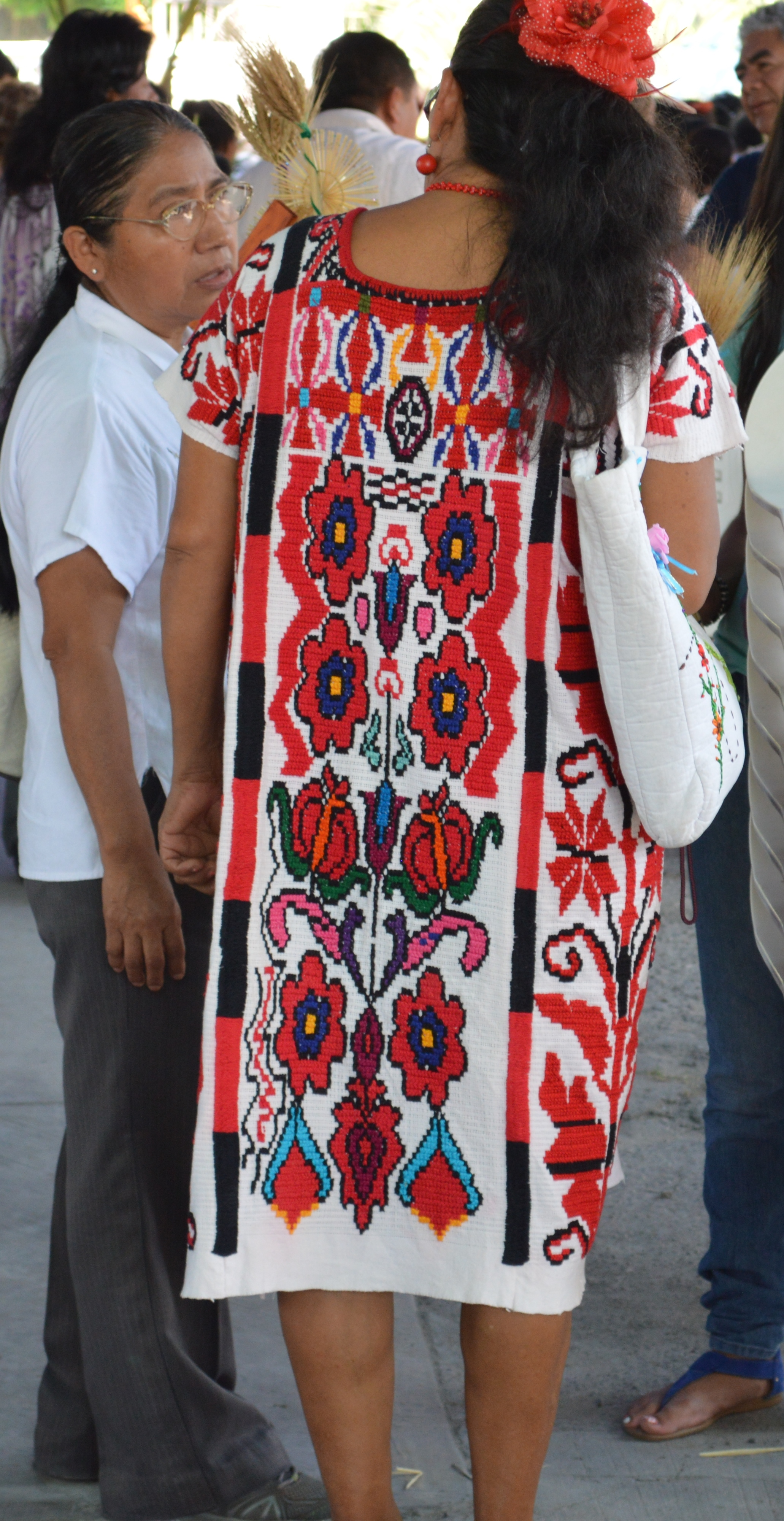
オアハカ州サン・ファン・バウティスタ・バジェ・ナシオナルのチナンテコ族のウィピル
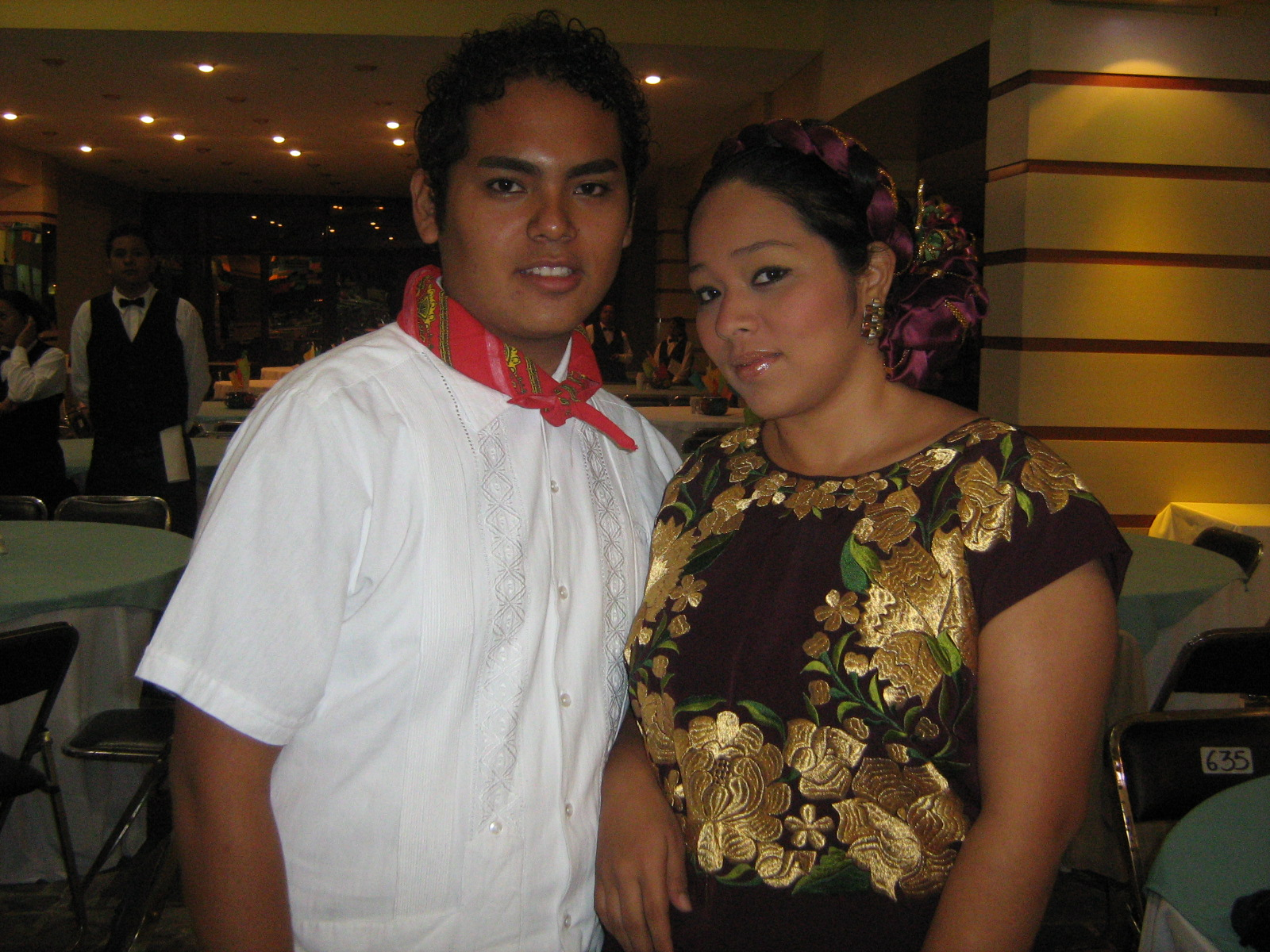
オアハカ州イスモ・デ・テワンテペクのサポテコ族のウィピル
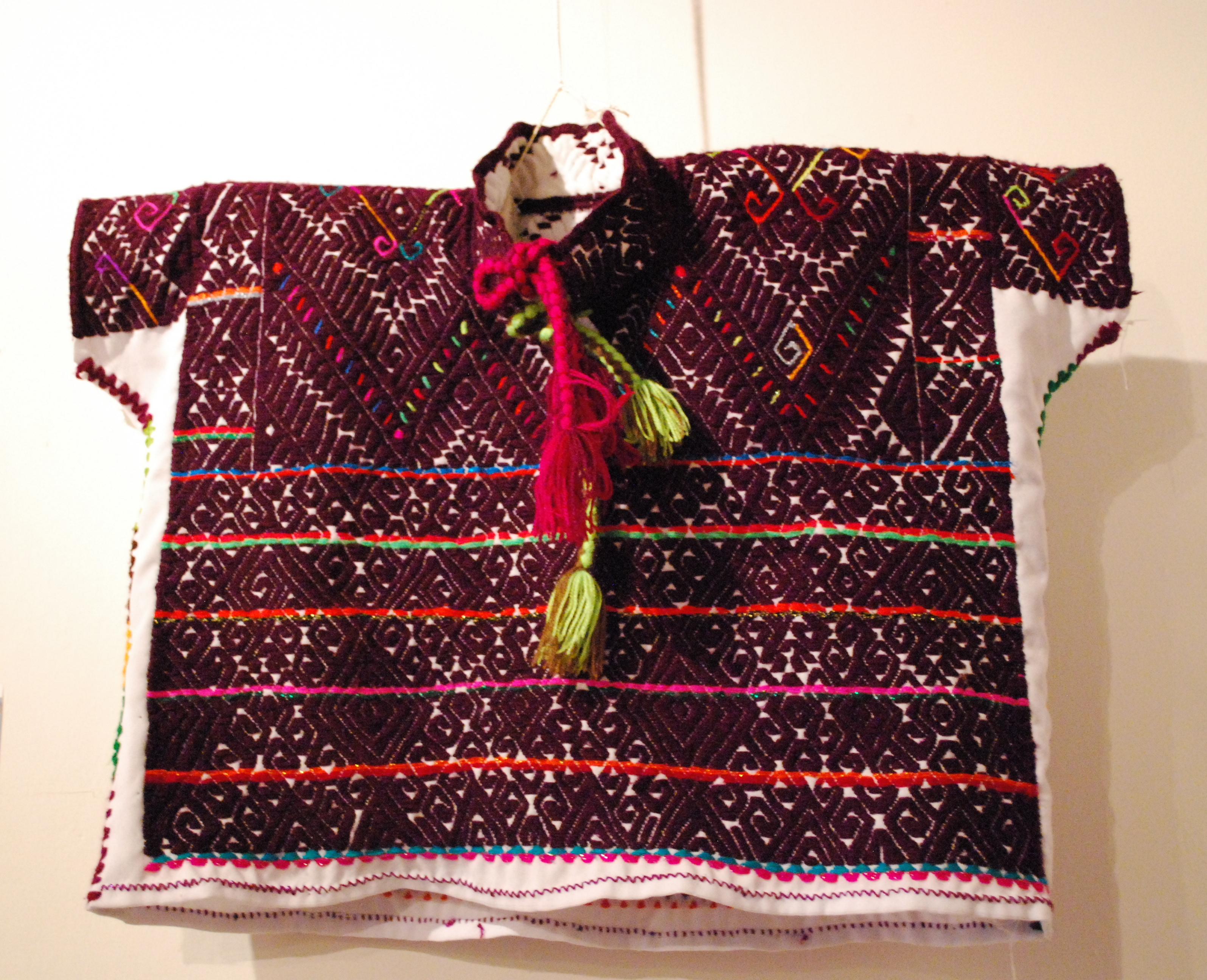
チアパス州サンアンドレス・ドゥラスナルのマヤ人のウィピル
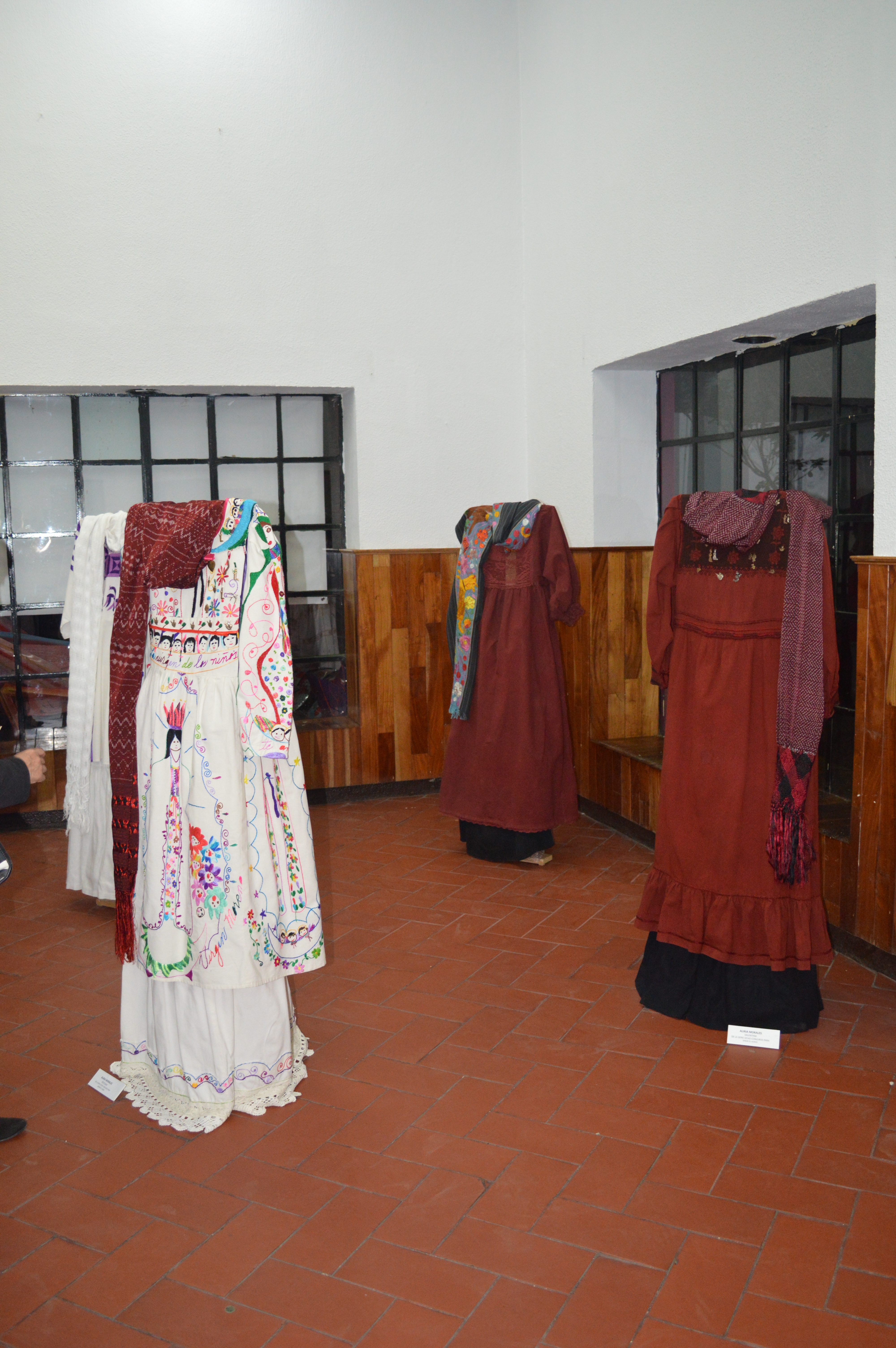
コアウイラ州のウィピル
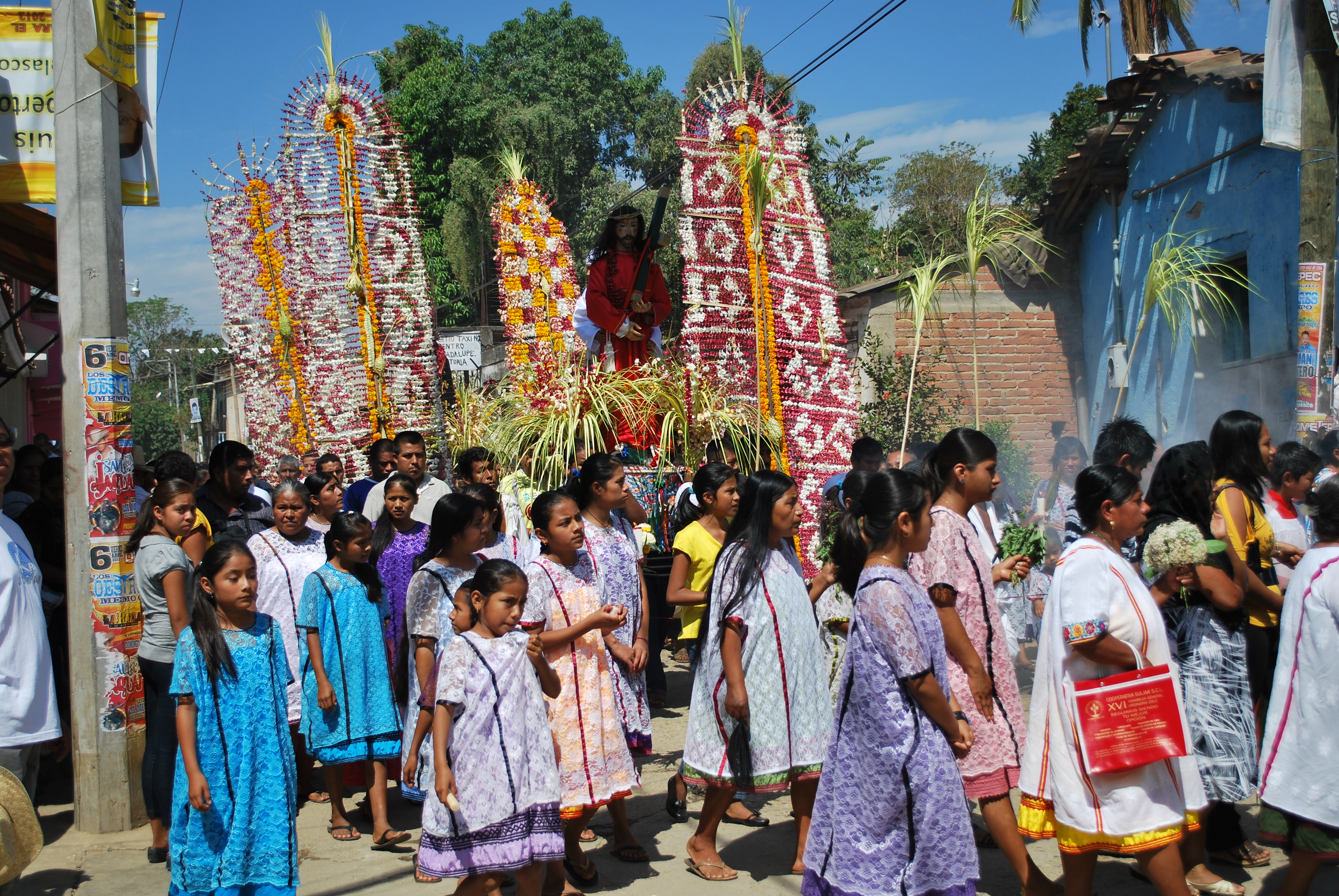
ゲレーロ州ソチストラワカのアムスゴ族のウィピル
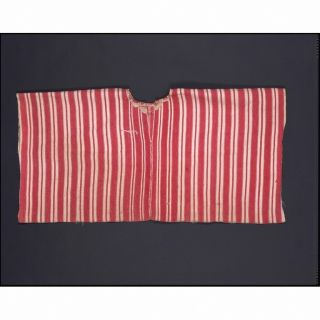
グアテマラのマヤ人のウィピル
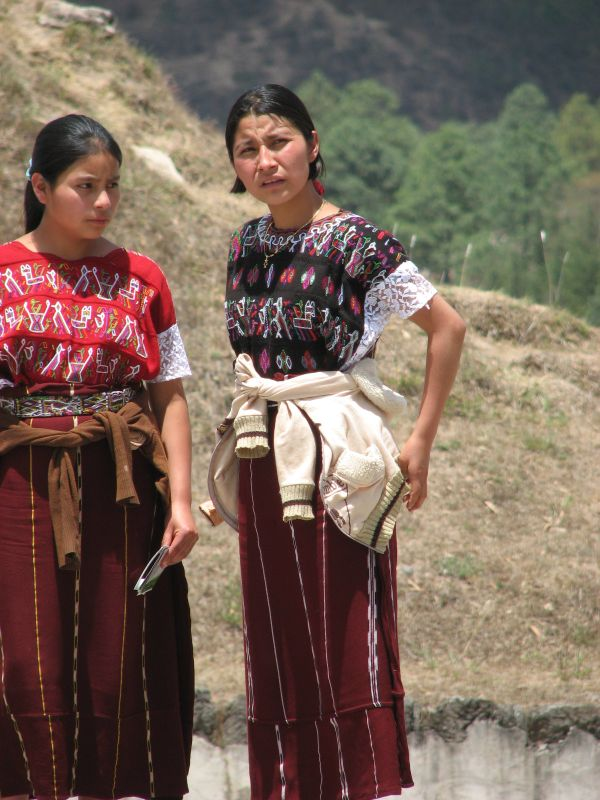
高地マヤ人のウィピル
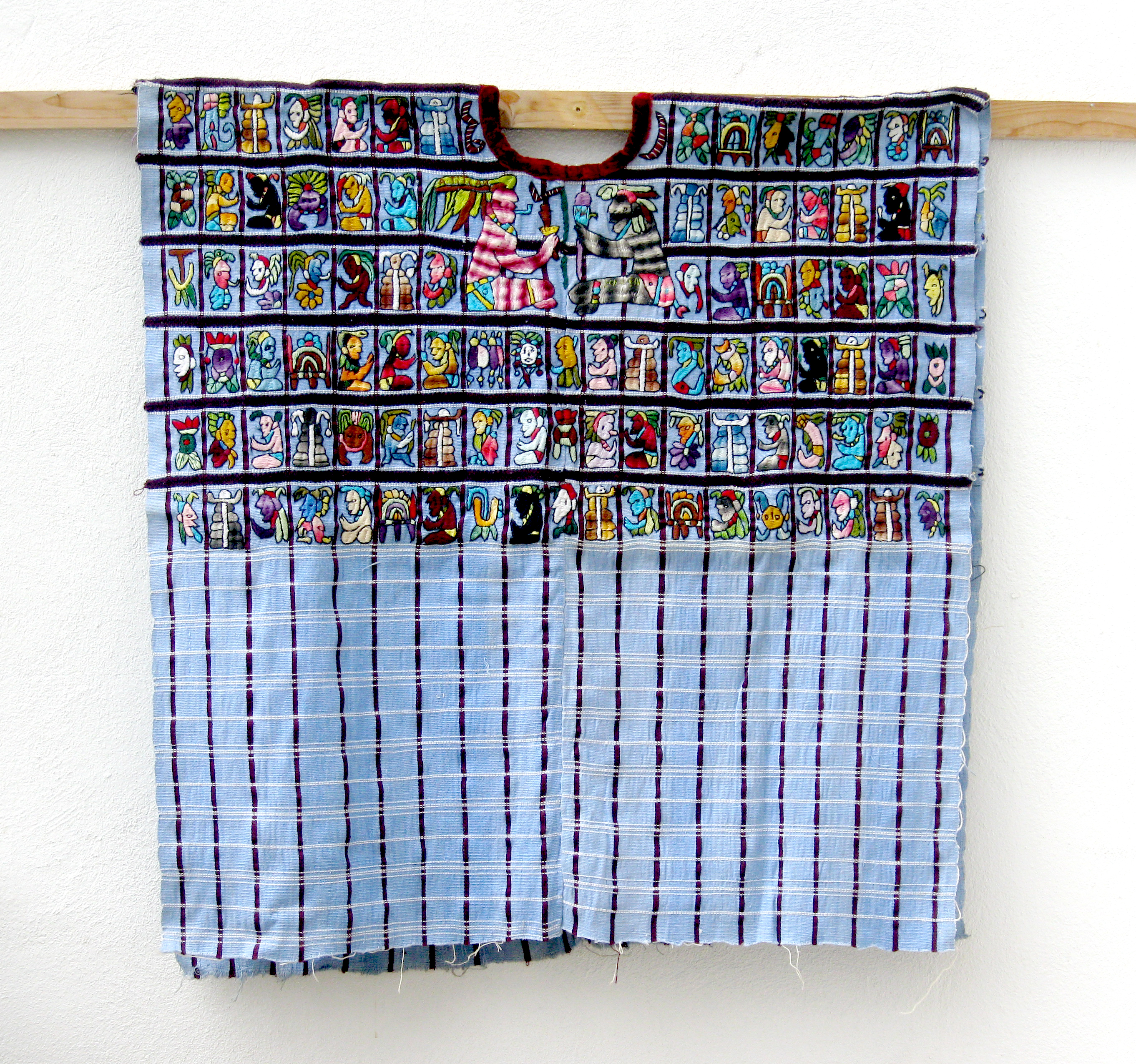
サンティアゴ・アティトランのマヤ人のウィピル
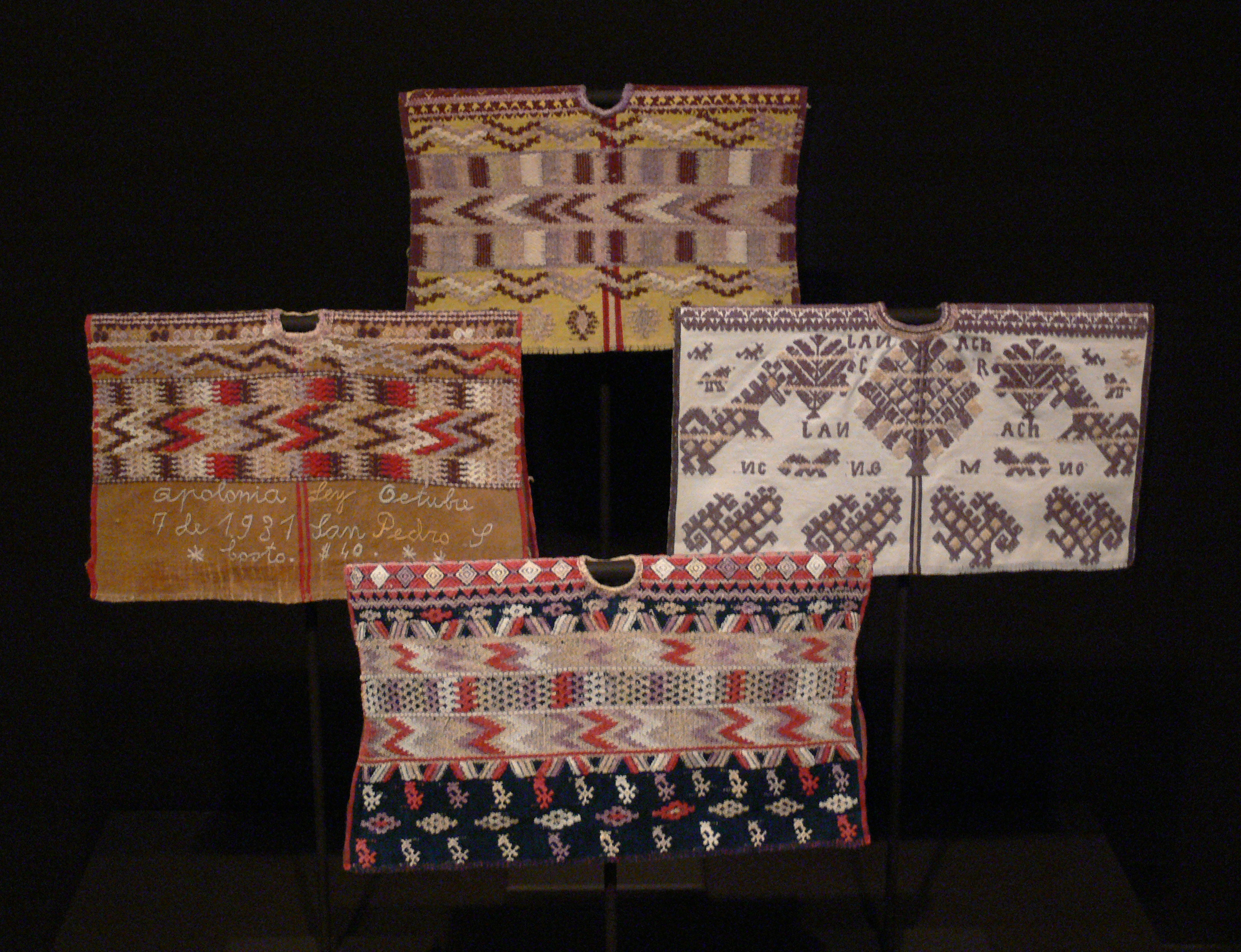
サンフアン・サカテペケスのマヤ人のウィピル
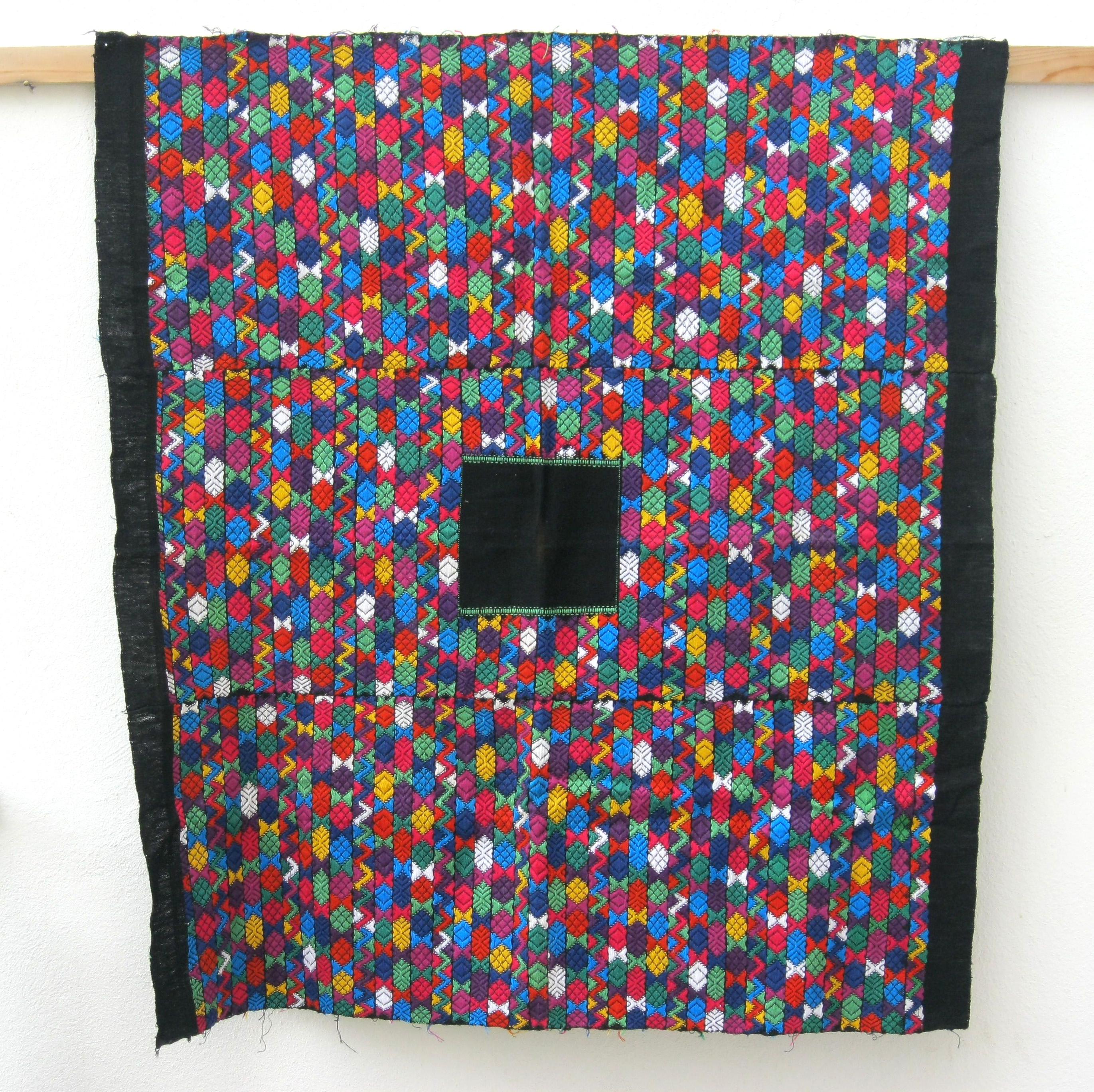
アルタ・ベラパス県コバンのマヤ人のウィピル
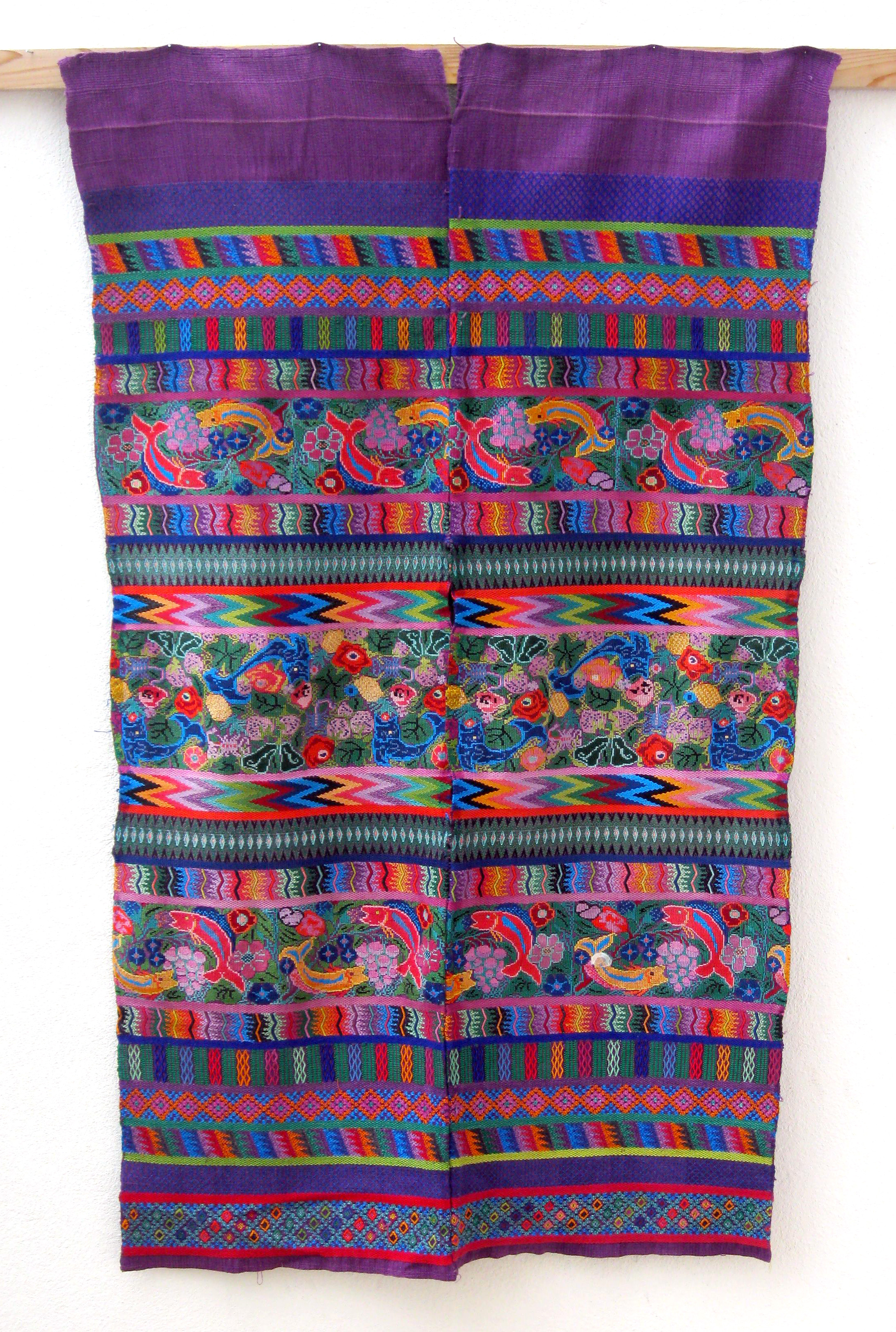
サンアントニオ・アグアスカリエンテスのマヤ人のウィピル
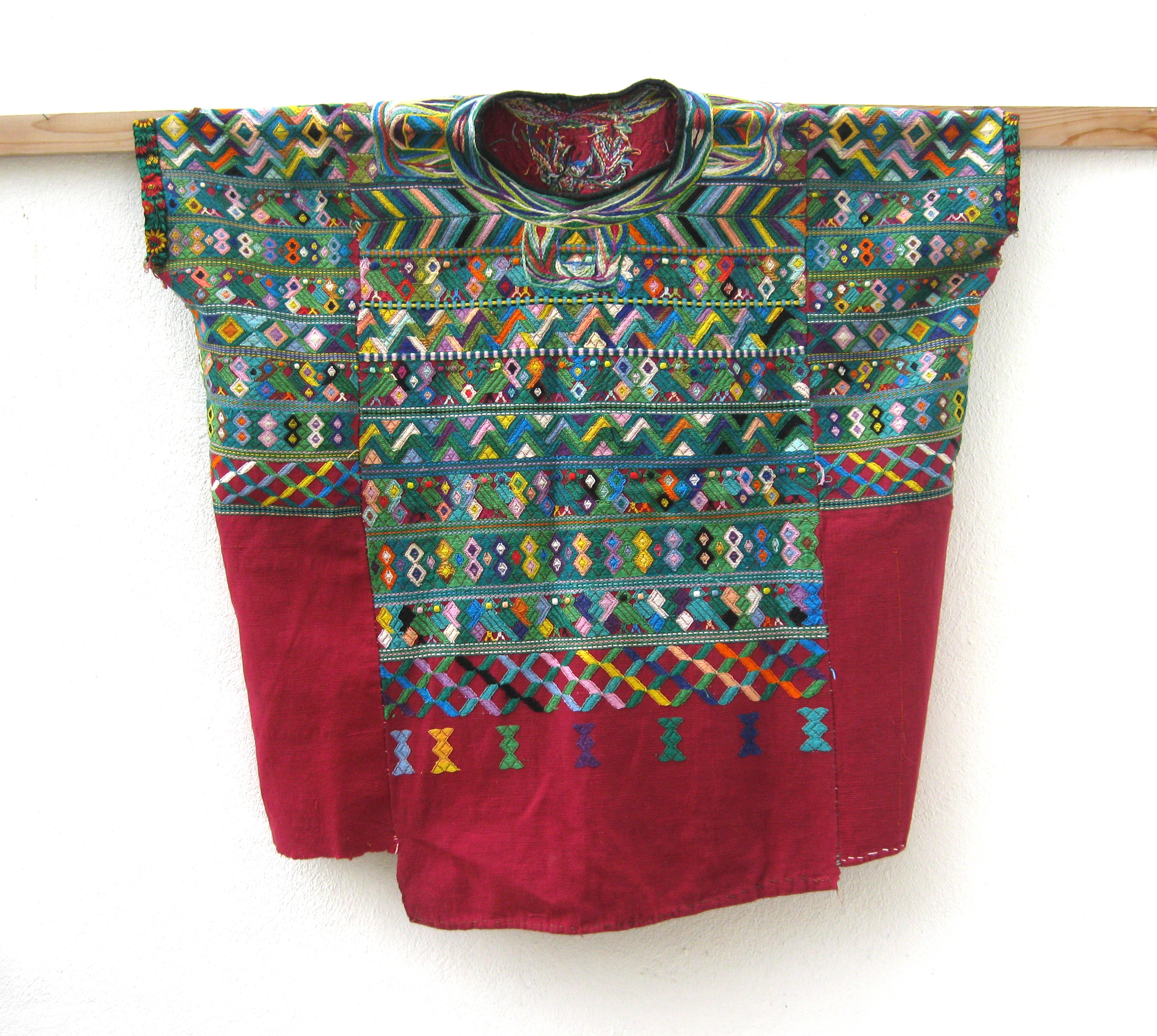
サンフアン・コツァルのマヤ人のウィピル
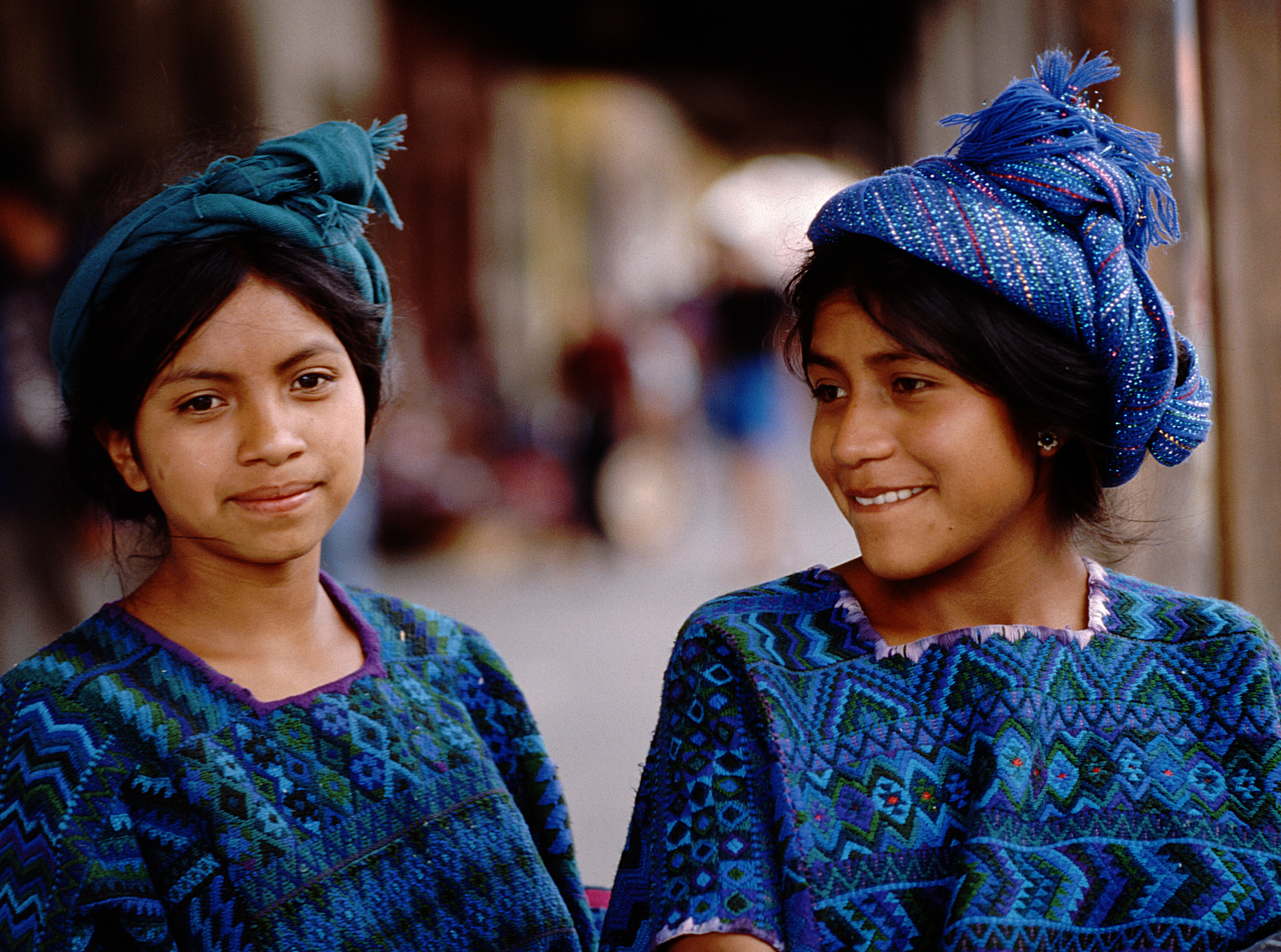
サンタカタリナ・パロポのマヤ人のウィピル
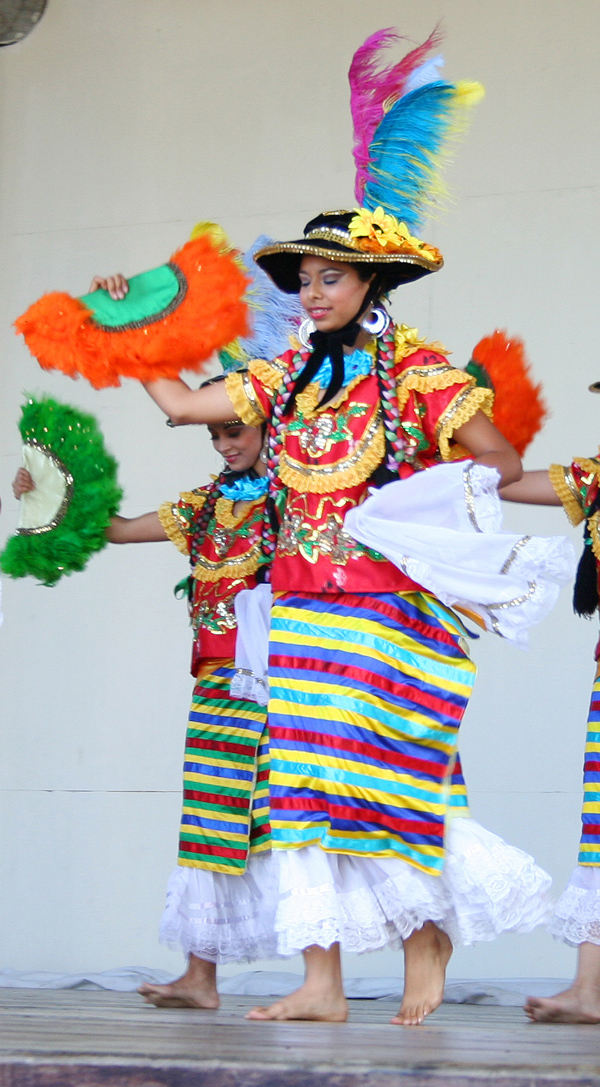
ニカラグアのウィピル
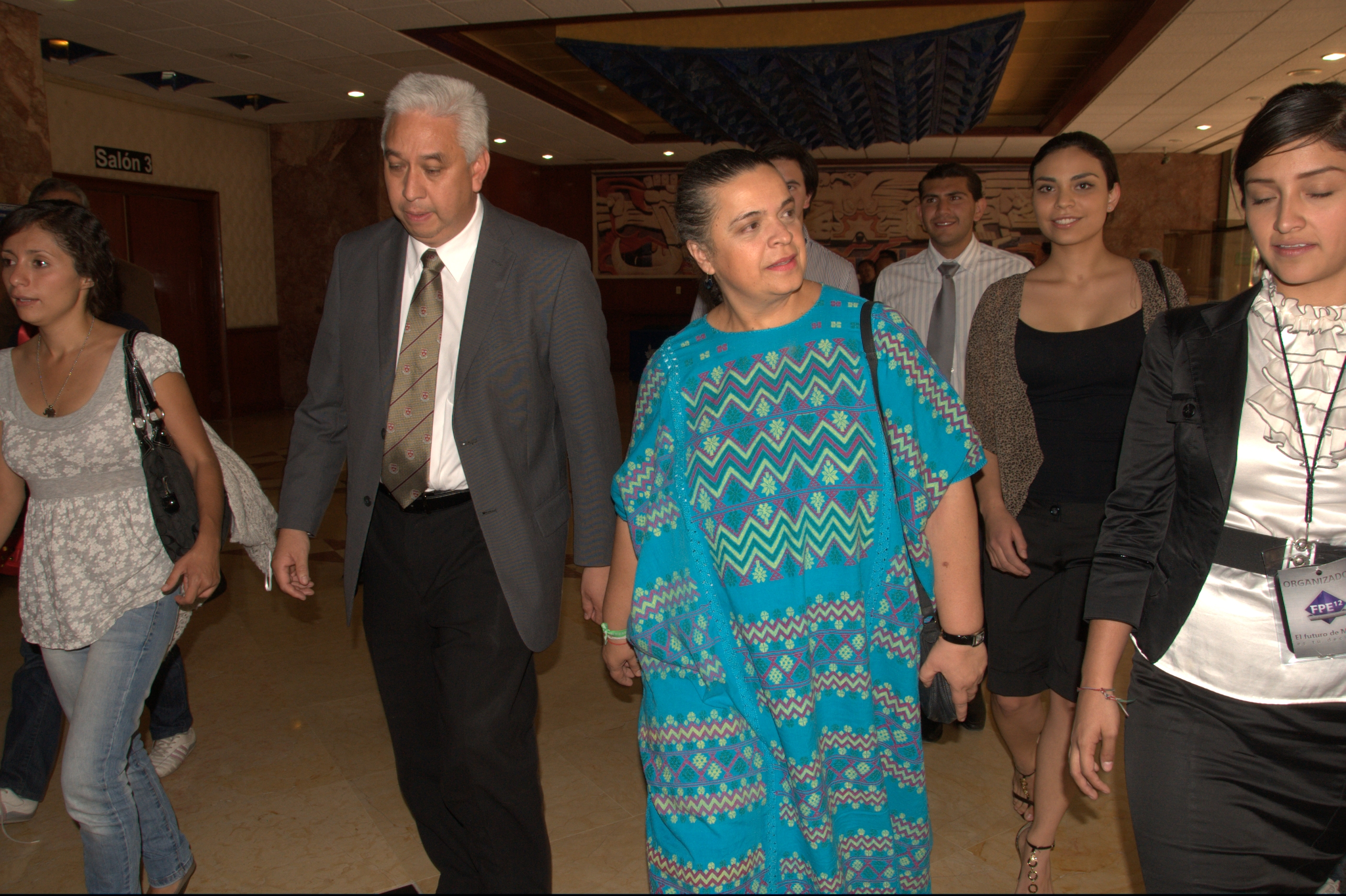
アムスゴ族のウィピルを着たベアトリス・パレデス・ランヘル（中央の人物）
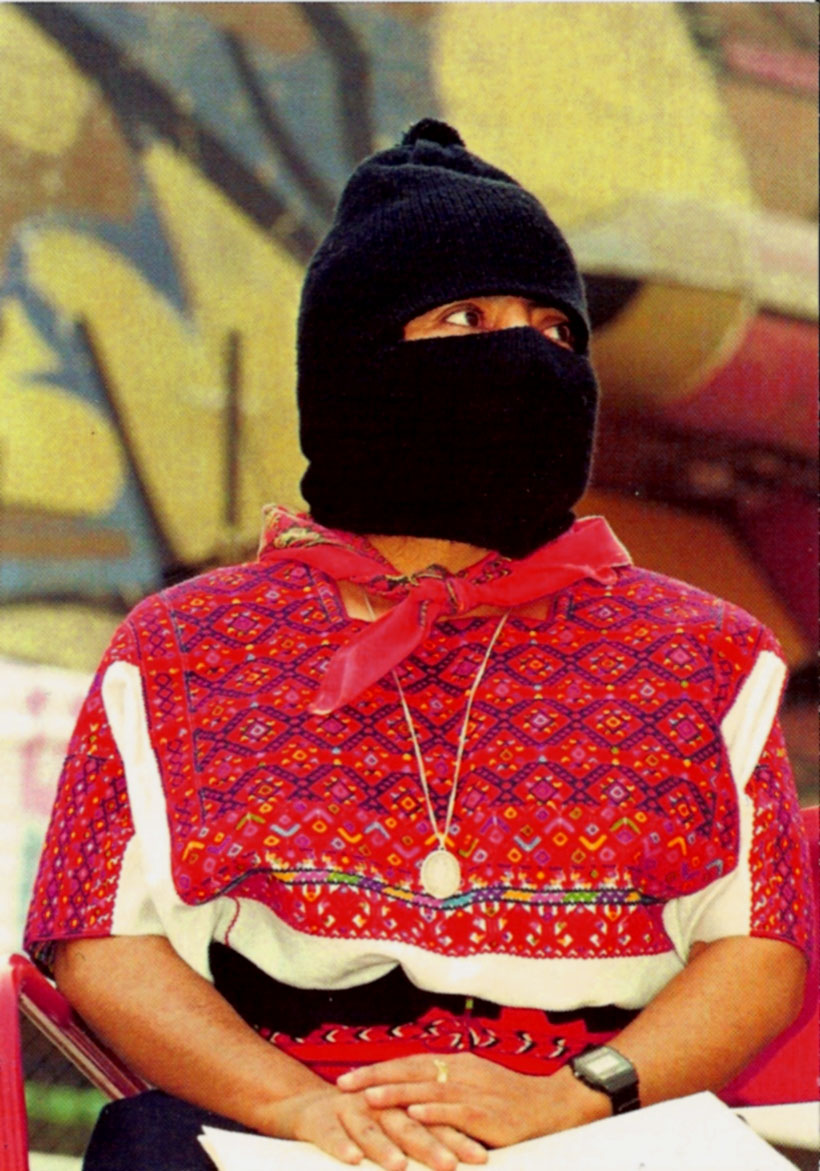
ウィピルを着たサパティスタ民族解放軍のラモナ司令官（英語版）